# Herpyllus sherus
Herpyllus sherus är en spindelart som beskrevs av Norman I. Platnick och Mohammad U. Shadab 1977. Herpyllus sherus ingår i släktet Herpyllus och familjen plattbuksspindlar. Inga underarter finns listade i Catalogue of Life.